# Troglomethes oregonensis
Troglomethes oregonensis är en skalbaggsart som beskrevs av Wittmer 1970. Troglomethes oregonensis ingår i släktet Troglomethes och familjen Omethidae. Inga underarter finns listade i Catalogue of Life.